# 馬克·斯圖爾特 (自行車車手)
馬克·斯圖爾特（英語：Mark Stewart，1995年8月25日—）是一名蘇格蘭职业公路和场地自行车运动员，曾代表英國和蘇格蘭參加國際比賽。

## 生涯
斯圖爾特在2017年效力An Post–Chain Reaction，2018年11月他宣佈將會在2019年賽季效力力Ribble Pro Cycling。
參加了2020年世界場地自由車錦標賽，由於2019冠状病毒病疫情的旅遊限制，斯圖爾特把訓練基地改在新西蘭，而他亦因此參加了2020年12月舉行的新西蘭全國自由車場地錦標賽（New Zealand National Track Championships）和2021年2月舉行的公路錦標賽（New Zealand National Road Championships）。他在場地賽的全能賽取得金牌，麥迪遜賽與阿德里安·赫格维里取得銀牌；而在公路賽他則不敵乔治·本内特，只得銀牌。
2022賽季，他效力Bolton Equities Black Spoke Pro Cycling並參加了新西兰自行车经典赛，並以團隊計時成績22秒贏得第一階段。

## 外部連結
- 馬克·斯圖爾特 (自行車車手)在UCI（英语）
- 馬克·斯圖爾特 (自行車車手)在Cycling Archives（英语）
- 馬克·斯圖爾特 (自行車車手)在ProCyclingStats（英语）
- 馬克·斯圖爾特 (自行車車手)在Cycling Quotient（英语）
- 馬克·斯圖爾特 (自行車車手)在CycleBase（英语）
- 馬克·斯圖爾特 (自行車車手)在Commonwealth Games Scotland（英语）